# 井田金七

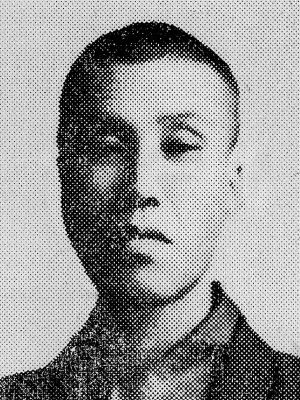
井田金七

井田 金七（いだ きんしち、1881年〈明治14年〉9月26日 - 1932年〈昭和7年〉11月23日）は、日本の酒造家、政治家（群馬県会議員、群馬県佐波郡玉村町長、同町会議員）群馬県多額納税者。前名・保一。11代・井田金七の長男として生まれ、12代・金七を襲名した。

## 人物
群馬県佐波郡玉村町大字上新田に生まれる。生家・井田家は江戸時代には日光例幣使街道・玉村宿の名主・問屋・脇本陣を務める家柄で、宝永2年（1705年）より酒造業・和泉屋を営んだ。遠祖は畠山重忠とも、那波一族とも那波氏の家臣ともいい、17世紀の井田勘解由を初代としている。
11代井田金七の長男として生まれた保一は、東京の旧制開成中学校を卒業。塩谷青山の塾で漢学を学ぶ。
1905年（明治38年）、家督を相続し前名・保一を改め襲名した。家業の酒造業を経営したほか、玉村銀行の重役や玉村信用組合の組合長を務める。また天狗岩水利組合の役員も務め、若者の指導のため青年同士会も設立した。1918年（大正7年）時点で14町7反余りの田を有する地主であり、貴族院多額納税者議員選挙の互選資格を有した。
1913年（大正2年）、1917年（大正6年）の2度玉村町会議員に当選し、1919年（大正8年）から2年間玉村町長を務める。1927年（昭和2年）群馬県会議員に当選し、1931年（昭和6年）にも再選されたが任期中に死去した。死因は腸チフス。墓所は玉村町の神楽寺。
生家主屋は建築年代を明らかにする史料を残しておらず、後年2階を増築し茅葺を板葺、さらに瓦葺に改めるなどの改造を受けているものの、18世紀前半の建築と考えられ、玉村町の重要文化財に指定されている。

## 家族・親族

### 井田家
- 父・11代 金七[2][9]
- 母・まさ - 木暮武太夫の妹[9]
- 妻・ノリ（1884年 - ?、群馬郡群南村下滝、群馬県会議員・天田長三郎の姪[2]）[7]
- 長男・金七（1906年 - ?、前名・聡一郎[2]、1932年に家督を相続し前名・聡一郎を改め襲名、群馬県多額納税者、酒造業）[17]

#### 井田保一の兄弟・姉妹
- 長弟・悌（戸籍上の名は「弟」[7]）（1888年-1971年、群馬、明治33年 旧制前橋中学卒）
  - 悌の妻・榮子（1897年 - ?）[7]
- 次弟・哲三（1891年 - ?）[7]
- 三弟・吾朗（1898年 - ?）[7]
- 四弟・文夫（1900年 - ?、群馬、のちに井田鐘蔵の養子となった[7]。サンヨー食品初代社長）
  - 文夫の長男・井田毅
- 五弟・倬（1904年 - ?）[7]
- 長妹・サエ（小枝[2]）（1894年 - ?、群馬、代議士木暮武太夫の妻）[7]
- 義弟（サエの夫[2]）・木暮武太夫（群馬県多額納税者、旅館業、衆議院議員、参議院議員、運輸大臣）

### 親戚
- 内田源六郎（群馬県多額納税者、長弟・悌の妻・榮子の祖父、実業家・渋沢栄一の僚友、群馬県会議員、初代群馬県新町（現高崎市）町長）

## 関連人物
- 井田泉 - 井田酒造株式会社（和泉屋）第15代蔵元[18]。第95代群馬県議会議長[19][20]。